# Anurophorus pacificus
Anurophorus pacificus är en urinsektsart som beskrevs av Potapov 1997. Anurophorus pacificus ingår i släktet Anurophorus och familjen Isotomidae. Inga underarter finns listade i Catalogue of Life.